# Pirolito
Antonio Malhone (Nova Europa, 1 de novembro de 1922 - Votorantim, 25 de dezembro de 1999), mais conhecido por seu personagem Pirolito, foi um ator, palhaço e empresário circense brasileiro. Foi o primeiro palhaço da televisão no Brasil, era primo dos comediantes Dedé Santana e Dino Santana.
Tornou-se amigo de Amácio Mazzaropi e participou de diversos filmes do cineasta.

## Filmografia
| Ano  | Título                      | Papel               |
| ---- | --------------------------- | ------------------- |
| 1959 | Jeca Tatu                   | Deputado Felisberto |
| 1962 | Lá no Meu Sertão            |                     |
| 1971 | Luar do Sertão              |                     |
| 1972 | Os Desempregados            | Palhaço             |
| 1972 | Os Três Justiceiros         |                     |
| 1974 | O Jeca Macumbeiro           | Nhô-Nhô             |
| 1977 | Jecão, um Fofoqueiro no Céu | Nhô-Nhô             |
| 1980 | O Jeca e a Égua Milagrosa   | Padre               |